# Masakiyo Maezono
Masakiyo Maezono (前園 真聖, Maezono Masakiyo) (Kagoshima, 29 de outubro de 1973) é um ex-futebolista japonês.

## Carreira
Atuou pela Seleção Japonesa sendo o capitão nos Jogos Olímpicos de Verão de 1996, em Atlanta, marcando dois gols na competição, e na Copa da Ásia de 1996.
Sua melhor fase foi com o Yokohama Flügels, clube que defendeu entre 1992 e 1996, jogando 157 partidas e marcando 33 gols.
No auge da carreira, Maezono faturava US$ 3 milhões ao ano em comerciais de TV no Japão. Por ter exigido um contrato como "artista", pelo qual passaria a controlar os direitos sobre sua publicidade, acabou dispensado no início de 97 pelo Flugels.
Em seguida, Maezono foi para o Verdy Kawasaki, onde atuou em 54 jogos e marcou nove gols até meados de 1998.
Em 1998, abriu mão dos US$ 120 mil mensais que recebia no Verdy Kawasaki para ganhar R$ 30 mil no Santos. Pelo acerto firmado entre os dois clubes, Maezono ficou no Santos até dezembro e o zagueiro Daniel defendeu o Verdy, também por empréstimo, pelo mesmo período.
Em sua passagem pelo Santos, foi o terceiro jogador de nacionalidade japonesa a vestir a camisa do clube. Marcou o gol de empate de 1 a 1 contra a Portuguesa de Desportos na sua estreia pelo clube santista, em 18 de outubro de 1998. Depois da estreia, o japonês fez apenas mais quatro partidas pelo Santos e não marcou.
Teve ainda uma curta passagem pelo Goiás em 1999.
Jogou também por Tokyo Verdy (duas passagens - na primeira, o clube ainda se chamava Verdy Kawasaki), Shonan Bellmare, Anyang LG Cheetahs e Incheon United, onde encerrou a carreira com apenas 31 anos.

## Fora dos gramados
Atualmente, trabalha como repórter esportivo. Em agosto de 2010 entrevistou no CT Rei Pelé o ex-ponta esquerda Pepe, e Adiel, ambos ex-jogadores do Peixe.
Em 2013, passou uma noite na prisão após brigar e bater em um taxista, quando estava alcoolizado.